# International Computer Games Association
L'International Computer Games Association (ICGA) è una associazione fondata nel 1977 da un gruppo di programmatori di software scacchistico.  Originariamente si chiamava International Computer Chess Association (ICCA). Le attività fondamentali della ICCA erano l'organizzazione dei Campionati del mondo di scacchi per computer e la coordinazione fra i programmatori, condividendo pubblicazioni e conoscenze tramite la pubblicazione del ICCA Journal.
Nel 2002 ha cambiato il nome nell'attuale ICGA, dedicandosi in maniera più ampia all'intelligenza artificiale e organizzando le Computer Olympiads e svariate conferenze internazionali sui giochi da tavolo al computer. La ICGA pubblica anche una rivista trimestrale, il ICGA Journal.
Il presidente della ICGA è lo scacchista David Levy.